# Bogusze (gromada)
Bogusze – dawna gromada, czyli najmniejsza jednostka podziału terytorialnego Polskiej Rzeczypospolitej Ludowej w latach 1954–1972.
Gromady, z gromadzkimi radami narodowymi (GRN) jako organami władzy najniższego stopnia na wsi, funkcjonowały od reformy reorganizującej administrację wiejską przeprowadzonej jesienią 1954 do momentu ich zniesienia z dniem 1 stycznia 1973, tym samym wypierając organizację gminną w latach 1954–1972.
Gromadę Bogusze z siedzibą GRN w Boguszach utworzono – jako jedną z 8759 gromad – w powiecie sokólskim w woj. białostockim, na mocy uchwały nr 22/V WRN w Białymstoku z dnia 4 października 1954. W skład jednostki weszły obszary dotychczasowych gromad Bogusze, Kuryły, Sierbowce i Żuki oraz miejscowości Szyndziel kolonia, Gilbowszczyzna kolonia i Kozłowy Ług kolonia z dotychczasowej gromady Gilbowszczyzna ze zniesionej gminy Sokółka w tymże powiecie. Dla gromady ustalono 12 członków gromadzkiej rady narodowej.
31 grudnia 1961 z gromady Bogusze wyłączono wsie Sierbowce i Żuki włączając ją do gromady Sokolany; do gromady Bogusze przyłączono natomiast wieś Kraśniany, kolonie Wroczyńszczyzna i Wroni Ług oraz obszar lasów państwowych N-ctwa Sokółka obejmujący oddziały 142—151 i obszar lasów państwowych N-ctwa Sokółka o powierzchni 28 ha stanowiący uroczysko Wroni Ług z gromady Sokolany. Po zmianach tych gromadę Bogusze zniesiono, a jej obszar włączono do nowo utworzonej gromady Sokółka.